# الحكيم الترمذي
أبو عبد الله محمد بن علي بن الحسن بن بشر الترمذي الملقب بـ الحكيم الترمذي باحث صوفي وعالم بالحديث وأصول الدين من كبار مشايخ خراسان ومن أبرز الشخصيات الصوفية التي كانت في القرن الثالث الهجري. كان ذا رحلة ومعرفة، وله مصنفات وفضائل وحكم.
من أهل ترمذ نفي منها بسبب تصنيفه كتابا خالف فيه ما عليه أهلها، فشهدوا عليه بالكفر. وقيل اتهم باتباع طريقة الصوفية في الإشارات ودعوى الكشف. وقيل فضّل الولاية على النبوة، ورد بعض العلماء هذه التهمة عنه. وقيل كان يقول: للأولياء خاتم كما أن للأنبياء خاتما. وقال السبكي: فجاء إلى بلخ، أي بعد إخراجه من ترمذ، فقبلوه لموافقته إياهم على المذهب. وفي «لسان الميزان» أن أهل ترمذ هجروه في آخر عمره لتأليفه «ختم الأولياء» و«علل الشريعة» وأنه حمل إلى بلخ فأكرمه أهلها وكان عمره نحو تسعين سنة.
حدّث عن: أبيه، وقتيبة بن سعيد، وعلي بن حجر، وصالح بن عبد الله الترمذي، وعتبة بن عبد الله المروزي، ويحيى خت، وسفيان بن وكيع، وعباد بن يعقوب الرواجني وطبقتهم. وحدّث عنه: يحيى بن منصور القاضي، والحسن بن علي الجوزجاني، وغيرهما من مشايخ نيسابور، فإنه قدمها وحدّث بها في سنة 285 هـ. ولقي أبا تراب النخشبي وصحب أبو عبد الله بن الجلاء وأحمد بن خضرويه.

## مؤلفاته
ترك الحكيم الترمذي ما يزيد على ستين مؤلفا يسمى كل منها كتابا وأكثر من مئتي رسالة تختلف أحجامها بين الطول والقصر، وقد يبلغ الأمر ببعضها ألا يزيد عدد صفحاته على أصابع اليد الواحدة، وأغلب هذه المؤلفات لم يقدّر له أن يطبع بعد. والموجود من هذه المؤلفات موزع على مكتبات العالم المختلفة بين الشرق والغرب. وتندرج مؤلفاته حسب موضوعها تحت هذه الفروع: التفسير، والحديث، والفقه، وفلسفة التشريع، وعلم الكلام، وتاريخ الصوفية، ومبادئ التصوف ومناهجه. وفيما يلي استعراض لأهم مؤلفات الحكيم يتناول الأمور الرئيسية في كل كتاب:
- «أبواب مختلفة»
- «إثبات العلل في الأمر والنهي»
- «الاحتياطات»
- «أدب النفس»
- «الأدعية»
- «الأكياس والمغترين»
- «الأمثال من الكتاب والسنة»
- «أنواع العلم»
- «بدو شأن الحكيم الترمذي»
- «بيان العلم»
- «بيان الفرق بين الصدر والقلب والفؤاد واللب»
- «بيان الكسب»
- «تحصيل نظائر القرآن»
- «الجمل اللازم معرفتها»
- «جواب كتاب من الري»
- «الحج وأسراره»
- «الحقوق»
- «الحكمة»
- «ختم الأولياء»
- «دقائق العلوم»
- «الرد على الرافضة»
- «الرد على المعطلة»
- «رسالة في الفتوة»
- «رياضة النفس»
- «شرح الصلاة ومقاصدها»
- «صفة القلوب»
- «عرس الموحدين»
- «العقل والهوى»
- «علل الشريعة»
- «علم الأولياء»
- «غرس العارفين»
- «غور الأمور»
- «الفرق بين الآيات والكرامات»
- «الفروق ومنع الترادف»
- «شفاء العلل»
- «مسائل أهل سرخس»
- «مسائل التعبير»
- «المسائل العفنة»
- «المسائل المكنونة»
- «معرفة الأسرار»
- «منازل العباد من العبادة»
- «المناجاة»
- «المنهيات وكل ما جاء من حديث بالنهي»
- «نوادر الأصول في معرفة أخبار الرسول»
- «الهداية إلى معرفة أرباب الولاية»

## صور

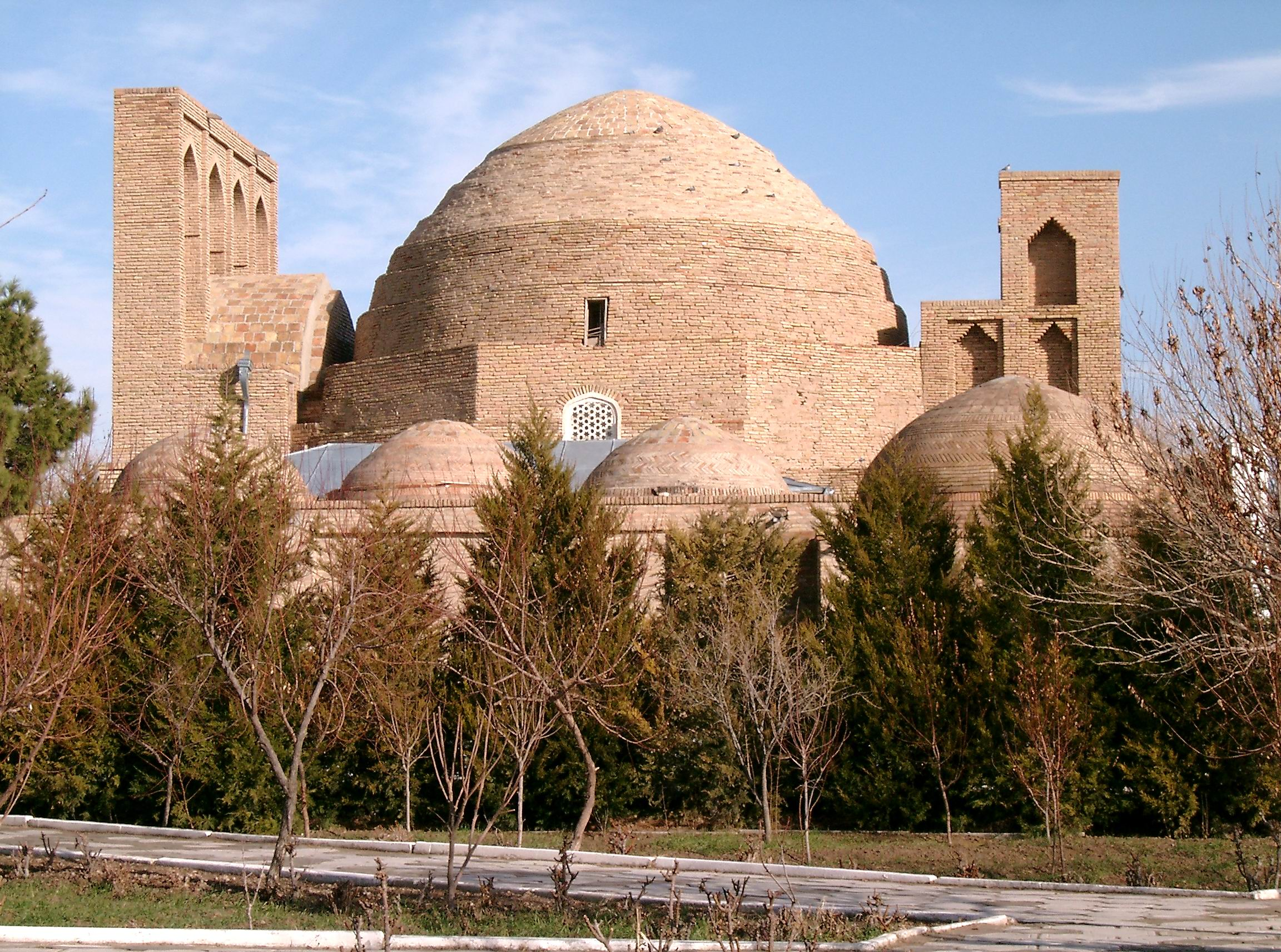
ضريح الحكيم الترمذي
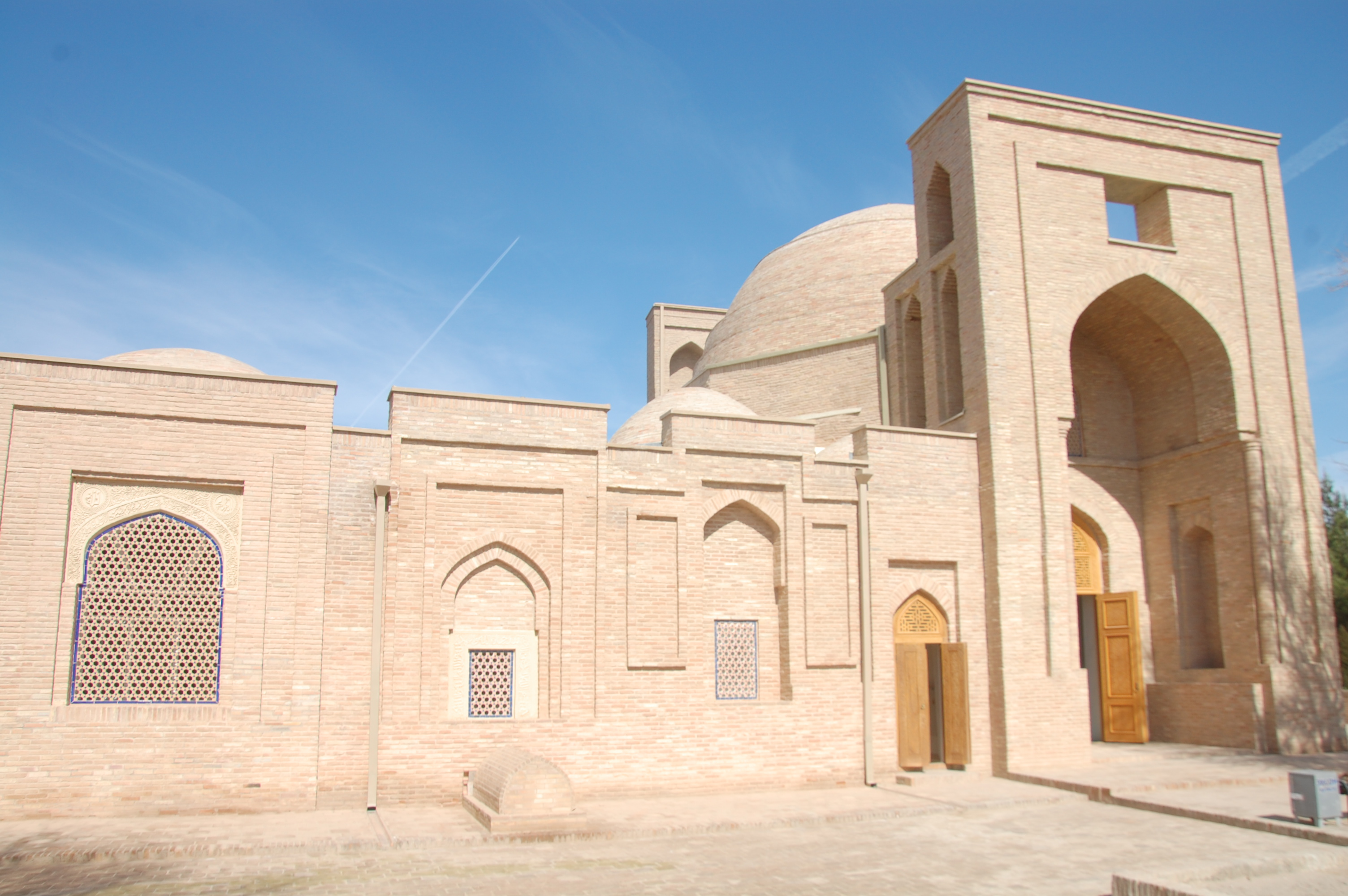
ضريح الحكيم الترمذي